# 卡珀尔罗代克
卡珀尔罗代克是德国巴登-符腾堡州的一个市镇。总面积17.93平方公里，总人口5829人，其中男性2896人，女性2933人（2011年12月31日），人口密度325人/平方公里。